# Neurospora dodgei
Neurospora dodgei är en svampart som beskrevs av P.E. Nelson & R.O. Novak 1964. Neurospora dodgei ingår i släktet Neurospora och familjen Sordariaceae.   Inga underarter finns listade i Catalogue of Life.